# 28340 Yukihiro
28340 Yukihiro là một tiểu hành tinh vành đai chính với chu kỳ quỹ đạo là 1912.8481922 ngày (5.24 năm).
Nó được phát hiện ngày 13 tháng 3 năm 1999.